# Il fiore millenario
Il fiore millenario (女王の花?, Joō no hana, lett. "Il fiore della regina") è un manga shōjo scritto e disegnato da Kaneyoshi Izumi, pubblicato per la prima volta sulla rivista giapponese Bessatsu Shōjo Comic da novembre 2007 a gennaio 2017. La casa editrice giapponese Shogakukan ha poi raccolto i capitoli in quindici tankōbon dall'agosto 2008 al marzo 2017. In Italia il manga è stato pubblicato da Panini Comics a partire dal febbraio 2014.
Nel 2015 Il fiore millenario ha vinto il 60º premio Shogakukan per i manga per il miglior manga shōjo.